# Hilara matroniformis
Hilara matroniformis är en tvåvingeart som beskrevs av Gabriel Strobl 1892. Hilara matroniformis ingår i släktet Hilara och familjen dansflugor. Inga underarter finns listade i Catalogue of Life.